# Bosnisch-herzegowinischer Fußball-Cup 2014/15
Der bosnisch-herzegowinische Fußballpokal 2014/15 (in der Landessprache Kup Bosne i Hercegovine) wurde zum 21. Mal ausgespielt. Sieger wurde der FK Olimpik Sarajevo, der sich im Finale gegen den NK Široki Brijeg durchsetzte.
In der 1. Runde fand nur ein Spiel statt, ab dem Achtelfinale gab es in jeder Runde je ein Hin- und Rückspiel. War ein Elfmeterschießen nötig, geschah dies ohne vorherige Verlängerung. Der Sieger qualifizierte sich für die zweite Qualifikationsrunde zur UEFA Europa League 2015/16.

## Teilnehmende Mannschaften
Für die erste Runde waren folgende 32 Mannschaften sportlich qualifiziert:
| Premijer Liga 16 Vereine der Saison 2014/15 | Erste Liga FBiH 8 Vereine der Saison 2014/15                                                                                                   | Erste Liga RS 6 Vereine der Saison 2014/15                                                                                      | Druga Liga FBiH 2 Vereine der Saison 2014/15                     |
| FK Borac Banja Luka NK Čelik Zenica FK Drina Zvornik FK Mladost Velika Obarska FK Olimpik Sarajevo FK Radnik Bijeljina FK Sarajevo (TV) FK Slavija Sarajevo NK Široki Brijeg FK Sloboda Tuzla NK Travnik FK Velež Mostar NK Vitez HŠK Zrinjski Mostar NK Zvijezda Gradačac FK Željezničar Sarajevo | NK Bratstvo Gračanica FK Goražde NK Gradina Srebrenik FK Igman Konjic NK Jedinstvo Bihać NK Metalleghe-BSI FK Mladost Doboj Kakanj NK Podgrmeč | FK Sloboda Mrkonjić Grad FK Drina HE Višegrad FK Napredak Donji Šepak FK Sloboda Novi Grad FK Proleter Teslić FK Rudar Prijedor | FK Mladost Župča (Gruppe Zentrum) NK Sloga Ljubuški (Gruppe Süd) |

## 1. Runde
Die Spiele fanden am 16. und 17. September 2014 statt.
|                           | Ergebnis        |                         |
| ------------------------- | --------------- | ----------------------- |
| FK Sloboda Mrkonjić Grad  | 0:2             | FK Željezničar Sarajevo |
| NK Bratstvo Gračanica     | 0:0 (3:4 i. E.) | FK Olimpik Sarajevo     |
| FK Rudar Prijedor         | 3:0             | NK Podgrmeč             |
| NK Sloga Ljubuški         | 3:0             | FK Drina HE Višegrad    |
| FK Slavija Sarajevo       | 1:2             | FK Velež Mostar         |
| NK Jedinstvo Bihać        | 0:2             | NK Široki Brijeg        |
| NK Metalleghe-BSI         | 1:0             | FK Proleter Teslić      |
| FK Mladost Doboj Kakanj   | 1:0             | FK Goražde              |
| NK Zvijezda Gradačac      | 5:1             | FK Sloboda Novi Grad    |
| NK Vitez                  | 1:1 (5:3 i. E.) | NK Gradina Srebrenik    |
| FK Mladost Velika Obarska | 1:0             | FK Mladost Župča        |
| FK Radnik Bijeljina       | 1:5             | NK Čelik Zenica         |
| HŠK Zrinjski Mostar       | 3:1             | FK Napredak Donji Šepak |
| NK Travnik                | 0:0 (3:1 i. E.) | FK Sloboda Tuzla        |
| FK Borac Banja Luka       | 0:0 (3:2 i. E.) | FK Drina Zvornik        |
| FK Igman Konjic           | 0:3             | FK Sarajevo             |

## Achtelfinale
Die Hinspiele fanden am 30. September und 1. Oktober 2014 statt, die Rückspiele am 22. Oktober 2014.
|                         | Gesamt |                           | Hinspiel | Rückspiel |
| ----------------------- | ------ | ------------------------- | -------- | --------- |
| FK Rudar Prijedor       | 2:6    | FK Borac Banja Luka       | 0:1      | 2:5       |
| NK Široki Brijeg        | 3:1    | FK Željezničar Sarajevo   | 2:0      | 1:1       |
| NK Metalleghe-BSI       | 0:1    | FK Mladost Velika Obarska | 0:0      | 0:1       |
| FK Mladost Doboj Kakanj | 0:2    | NK Zvijezda Gradačac      | 0:1      | 0:1       |
| NK Sloga Ljubuški       | 3:7    | HŠK Zrinjski Mostar       | 2:3      | 1:4       |
| FK Sarajevo             | 7:2    | NK Travnik                | 4:0      | 3:2       |
| FK Olimpik Sarajevo     | 4:1    | NK Čelik Zenica           | 4:0      | 0:1       |
| FK Velež Mostar         | 5:3    | NK Vitez                  | 2:0      | 3:3       |

## Viertelfinale
Die Hinspiele fanden am 11. März 2015 statt, die Rückspiele am 18. März 2015.
|                           | Gesamt    |                     | Hinspiel | Rückspiel |
| ------------------------- | --------- | ------------------- | -------- | --------- |
| FK Sarajevo               | (a)2:2(a) | FK Borac Banja Luka | 1:2      | 1:0       |
| FK Mladost Velika Obarska | 1:8       | NK Široki Brijeg    | 1:3      | 0:5       |
| HŠK Zrinjski Mostar       | 4:2       | FK Velež Mostar     | 2:2      | 2:0       |
| NK Zvijezda Gradačac      | 4:5       | FK Olimpik Sarajevo | 1:1      | 3:4       |

## Halbfinale
Die Hinspiele fanden am 15. April 2015 statt, die Rückspiele am 29. April 2015.
|                     | Gesamt          |                     | Hinspiel | Rückspiel |
| ------------------- | --------------- | ------------------- | -------- | --------- |
| FK Olimpik Sarajevo | 0:0 (5:4 i. E.) | HŠK Zrinjski Mostar | 0:0      | 0:0       |
| FK Borac Banja Luka | 1:2             | NK Široki Brijeg    | 0:0      | 1:2       |

## Finale

### Hinspiel
| Paarung             | NK Široki Brijeg – FK Olimpik Sarajevo |
| Ergebnis            | 1:1 (0:1) |
| Datum               | 20. Mai 2015 um 20:00 Uhr |
| Stadion             | Pecara-Stadion, Široki Brijeg |
| Zuschauer           | 2.000 |
| Schiedsrichter      | Dragan Skakić |
| Tore                | 0:1 Veldin Muharemović (10.) 1:1 Bojan Regoje (79.) |
| NK Široki Brijeg    | Luka Bilobrk – Matej Karacić, Slavko Brekalo, Josip Barisić, Stipo Marković – Zvonimir Kožulj, Davor Landeka – Luka Menalo, Wagner Santos Lago, Goran Zakarić (74. Ivan Peko) – Dino Kresinger (66. Ivan Buhač; 83. Jure Ivanković) Cheftrainer: Blaž Slišković                  |
| FK Olimpik Sarajevo | Dino Hamzić – Filip Gligorov, Bojan Regoje, Jadranko Bogičević, Alem Merajić – Ervin Jusufović (83. Denis Čomor), Veldin Muharemović – Danijal Brković, Sulejman Smajić (87. Ermin Imamović), Stefan Pereira, (80. Safet Šivšić) – Dalibor Pandza Cheftrainer: Mirza Varešanović |
| Gelbe Karten        | Josip Barisić – Filip Gligorov, Sulejman Smajić, Dino Hamzić, Danijal Brković |

### Rückspiel
| Paarung             | FK Olimpik Sarajevo – NK Široki Brijeg |
| Ergebnis            | 1:1 (0:1), 5:4 i. E. |
| Datum               | 27. Mai 2015 um 20:00 Uhr |
| Stadion             | Stadion Asim Ferhatović Hase, Sarajevo |
| Zuschauer           | 100 |
| Schiedsrichter      | Ognjen Valjić |
| Tore                | 0:1 Ivan Peko (44.) 1:1 Veldin Muharemović (65.) Elfmeterschießen: 0:1 Wagner Santos Lago 1:1 Stefan Pereira 1:2 Goran Zakarić 2:2 Danijal Brković 2:3 Jure Ivanković 3:3 Ervin Jusufović Dino Čorić 4:4 Kenan Handžić Davor Landeka (gehalten) 5:4 Veldin Muharemović       |
| FK Olimpik Sarajevo | Dino Hamzić – Filip Gligorov, Bojan Regoje, Jadranko Bogičević, Alem Merajić (81. Safet Šivšić) – Kenan Handžić, Ervin Jusufović – Danijal Brković, Veldin Muharemović, Stefan Pereira – Dalibor Pandza (89. Denis Čomor) Cheftrainer: Mirza Varešanović                     |
| NK Široki Brijeg    | Luka Bilobrk – Slavko Brekalo, Ivica Dzidić, Stipo Marković, Dino Čorić – Zvonimir Kožulj (90.+2' Zvonimir Kozulj), Davor Landeka, Ivan Peko (76. Jure Ivanković), Wagner Santos Lago – Luka Menalo (59. Taianan), Goran Zakarić (74. Ivan Peko) Cheftrainer: Blaž Slišković |
| Gelbe Karten        | Bojan Regoje, Veldin Muharemović – Ivan Peko, Tainan |
| Platzverweise       | Jadranko Bogičević – keine |